# سیف‌العرب قذافی
سیف‌العرب قذافی (۱۹۸۲ –۲۰۱۱ میلادی)، ششمین و آخرین پسر معمر قذافی رهبر لیبی است. وی برخلاف برادرش سیف‌الاسلام، نقش یک چهرهٔ مشهور در لیبی را ایفا نکرد. سیف‌العرب در سال‌های اخیر بیشتر وقت خود را در آلمان گذرانده بود. از پلیس آلمان نقل شده که خودروی فراری وی یکبار به دلیل تخلف از سرعت توقیف شد. سیف العرب قذافی در بمباران یک ویلای مسکونی در طرابلس توسط نیروی‌های ناتو در شب ۳۰ آوریل ۲۰۱۱ میلادی کشته شد.